# Lo esencial de Belinda
Lo Esencial de Belinda es el segundo álbum recopilatorio de la actriz y cantante hispanomexicana Belinda, lanzado en noviembre de 2009 bajo el sello discográfico Sony BMG.

## Información
El recopilatorio contiene dos discos que contienen los 13 temas de su álbum debut, así como acústicos, remixes y temas de las telenovelas Amigos x siempre y Cómplices al rescate, y un DVD que contiene sus primeros videos, karaokes y presentaciones en el Estadio Azteca.

## Contenido

### Disco 1
| [A] |                                                     | |                                            |          |  |
| N.º | Título                                              | Escritor(es)                                                                                        | Productor(es)                              | Duración |  |
| 1.  | «Ángel» (Once In Your Lifetime)                     | Graeme Pleeth, Shellie Poole, Maurice Stern, Belinda                                                | Maurice Stern, Graeme Pleeth, Robin Barter | 3:40     |  |
| 2.  | «Lo siento» (I'm Sorry)                             | Lucy Abbot, Sara Eker, Cheryl Parker, Twin, Maurice Stern, Belinda                                  | Maurice Stern, Graeme Pleeth, Robin Barter | 3:28     |  |
| 3.  | «Niña de ayer» (Everyday Girl)                      | Fredrik Björk, Per Eklund, Belinda, Maurice Stern                                                   | Maurice Stern, Graeme Pleeth, Robin Barter | 3:25     |  |
| 4.  | «Voy a conquistarte» (I'm Gonna Make You Love Me)   | Fredrik Hutt, Asa Karlsson, Peter Landin, Kent Larssen, Belinda, Maurice Stern                      | Maurice Stern, Graeme Pleeth, Robin Barter | 3:22     |  |
| 5.  | «No entiendo» (I Don't Understand You)              | Daniel Gibson, Belinda, Maurice Stern                                                               | Maurice Stern, Graeme Pleeth, Robin Barter | 4:04     |  |
| 6.  | «Boba niña nice» (Teenage Superstar)                | Daniel Gibson, Jörgen Ringqvist, Maurice Stern, Belinda                                             | Maurice Stern, Graeme Pleeth, Robin Barter | 3:01     |  |
| 7.  | «¿Dónde iré yo?» (Disposition)                      | Robert Habolin, Mats Jansson, Marcus "Mack" Sepehrmanesh, Belinda, Maurice Stern, Pichardo González | Maurice Stern, Graeme Pleeth, Robin Barter | 3:32     |  |
| 8.  | «Sin dolor» (Turn the Page)                         | Andreas Michael Carlsson, Alban Herlitz, Negin Djafari, Belinda, Maurice Stern                      | Maurice Stern, Graeme Pleeth, Robin Barter | 3:52     |  |
| 9.  | «Vivir» (Any Better)                                | Gustav "Grizzly" Jonsson, Marcus "Mack" Sepehrmanesh, Tommy Tysper, Maurice Stern, Belinda          | Maurice Stern, Graeme Pleeth, Robin Barter | 3:03     |  |
| 10. | «Lo puedo lograr» (Someday)                         | Niklas Hillbom, Thomas Jansson, Maurice Stern, Belinda                                              | Maurice Stern, Graeme Pleeth, Robin Barter | 2:57     |  |
| 11. | «Fuerte»                                            | Adrián Posse, Rudy Pérez                                                                            | Rudy Pérez                                 | 3:16     |  |
| 12. | «Be Free»                                           | Belinda                                                                                             | Maurice Stern, Graeme Pleeth, Robin Barter | 3:33     |  |
| 13. | «Lazos» (Belinda y Cómplices)                       | Alejandro Abaroa, Alejandro Carballo                                                                | Alejandro Abaroa                           | 3:42     |  |
| 14. | «Superstar»                                         | Alejandro Abaroa, Christina Abaroa, Pablo Aguirre                                                   | Alejandro Abaroa                           | 3:17     |  |
| 15. | «Princesa»                                          | |                                            |          |  |
| 16. | «Ángel» (Once In Your Lifetime) (Extended Remix[B]) | Graeme Pleeth, Shellie Poole, Maurice Stern, Belinda                                                | Maurice Stern, Graeme Pleeth, Robin Barter | 6:24     |  |

### Disco 2
| [A] |                                              |                                                                                            |                                            |          |  |
| N.º | Título                                       | Escritor(es)                                                                               | Productor(es)                              | Duración |  |
| 1.  | «Muriendo Lento» (Moderatto con Belinda)     | Benny Andersson, Björn Ulvaeus, Alex Zepeda, Swedish AB Fontana                            | Armando Ávila                              | 4:10     |  |
| 2.  | «Lo Siento» (I'm Sorry) (Remix Main Version) | Lucy Abbot, Sara Eker, Cheryl Parker, Twin, Maurice Stern, Belinda                         | Maurice Stern, Graeme Pleeth, Robin Barter | 5:15     |  |
| 3.  | «Vivir» (Any Better) (Versión Acústica)      | Gustav "Grizzly" Jonsson, Marcus "Mack" Sepehrmanesh, Tommy Tysper, Maurice Stern, Belinda | Joan Romagosa                              | 3:12     |  |
| 4.  | «Boba Niña Nice» (Niño Powser Mix[B])        | Daniel Gibson, Jörgen Ringqvist, Maurice Stern, Belinda                                    | Maurice Stern, Graeme Pleeth, Robin Barter | 5:18     |  |
| 5.  | «Amigos X Siempre» (Martín & Belinda)        | Alejandro Abaroa, La Bota                                                                  | Alejandro Abaroa                           | 3:15     |  |
| 6.  | «Cómplices Al Rescate» (Cómplices)           | Christina Abaroa, Alejandro Abaroa, Pablo Aguirre                                          | Alejandro Abaroa                           | 3:04     |  |
| 7.  | «El Baile Del Sapito» (Cómplices)            | Christina Abaroa, Alejandro Abaroa                                                         | Alejandro Abaroa                           | 3:02     |  |
| 8.  | «Alma Gemela»                                | Christina Abaroa, Alejandro Abaroa, Pablo Aguirre                                          | Alejandro Abaroa                           | 4:02     |  |
| 9.  | «Dónde Está El Amor»                         | Alejandro Abaroa, Alejandro Carballo                                                       | Alejandro Abaroa                           | 3:14     |  |
| 10. | «Mi Ángel De Amor»                           | Eduardo Meza                                                                               | Alejandro Abaroa                           | 3:22     |  |
| 11. | «Pacto De Amor» (Martin & Belinda)           | Cristina Abaroa, Alejandro Abaroa, La Bota                                                 | Alejandro Abaroa                           | 3:27     |  |
| 12. | «Pasó, Pasó» (Martin & Belinda)              | Alejandro Abaroa, Christina Abaroa, Claudia Brant                                          | Alejandro Abaroa                           | 3:08     |  |
| 13. | «Alcanzar La Libertad» (Amigos X Siempre)    | Alejandro Abaroa, La Bota                                                                  | Alejandro Abaroa                           | 3:00     |  |
| 14. | «Cómplices Al Rescate» (Versión Grupero)     | Alejandro Abaroa, Christina Abaroa                                                         | Alejandro Abaroa                           | 2:55     |  |
| 15. | «Ángel» (Acústica)                           | Graeme Pleeth, Shellie Poole, Maurice Stern, Belinda                                       | Armando Ávila                              | 3:37     |  |

### DVD
| N.º | Título                                         | Duración |  |
| 1.  | «Ángel» (Once In Your Lifetime)                | 3:40     |  |
| 2.  | «Boba Niña Nice» (Teenage Superstar)           | 3:01     |  |
| 3.  | «Lo Siento» (I'm Sorry)                        | 3:28     |  |
| 4.  | «Vivir» (Any Better)                           | 3:03     |  |
| 5.  | «Muriendo Lento» (Moderatto con Belinda)       | 4:28     |  |
| 6.  | «Pasó, Pasó»                                   | 3:04     |  |
| 7.  | «Mi Ángel De Amor»                             | 1:21     |  |
| 8.  | «Pacto De Amor» (Martin & Belinda)             | 3:22     |  |
| 9.  | «La Fuerza De La Amistad» (Amigos X Siempre)   | 3:03     |  |
| 10. | «Alcanzar La Libertad» (Amigos X Siempre)      | 2:55     |  |
| 11. | «Amigos X Siempre» (Martin & Belinda)          | 3:14     |  |
| 12. | «Ángel» (Once In Your Lifetime) (Karaoke)      | 3:40     |  |
| 13. | «Boba Niña Nice» (Teenage Superstar) (Karaoke) | 3:01     |  |
| 14. | «Lo Siento» (I'm Sorry) (Karaoke)              | 3:28     |  |
| 15. | «Vivir» (Any Better) (Karaoke)                 | 3:03     |  |
| 16. | «Be Free» (Karaoke)                            | 3:33     |  |

Notas
- A^ En iTunes, sólo los discos 1 y 2 fueron lanzados.
- B^ Remix por Edgar Huerta.[1]

## Créditos
- Dirección Strategic Marketing: José Manuel Cuevas.
- Coordinador de Strategic Marketing: Jorge Ávila Téllez.
- Programación: Jorge Ávila Téllez.
- Diseño de arte: José Amador Hernández.